# Sergueï Safronov
Sergueï Ivanovich Safronov (en russe : Серге́й Ива́нович Сафро́нов) est un pilote de chasse soviétique. Il est né le 25 mars 1930 à Gous-Khroustalny et mort le 1er mai 1960 à Degtiarsk à la suite de l'incident de l'U-2.
En effet, envoyé poursuivre l'avion espion de Francis Gary Powers, son avion Mikoyan-Gourevitch MiG-19 est détruit par un missile S-75 Dvina de la défense au sol soviétique qui ne l'identifie pas correctement. Malgré une éjection en parachute, il meurt de ses blessures.
Inhumé au cimetière de l'Egochikha, il est récipiendaire de l'ordre du Drapeau rouge. Sa mort n'est révélée que lors de la glasnost.